# Зора (митологија)
Зора или Зорја (Зарја зарјаница; рус. Заря, Заря заряница; са струс. зьрѣти  „погледај, види“) - у словенској митологији, персонификација зоре као светлосне појаве која се јавља при изласку и заласку сунца, који су се сматрали временом за вршење магијских радњи .

## Опис
Она је кћи Дажбога и његова верна покорница. Она свако јутро у праскозорје отвара небеске дворе за излазак Сунца, а свако вече у сутон их затвара. Након поноћи, она умире са Сунцем само да би се следећег јутра поново родила.
Представља богињу тројства јутра, вечери и ноћи. Она је, истовремено, девица, мајка и старица. Користећи пандан са грчком митологијом. Зора би била богиња Аурора.
Источни Словени су персонификовану зору звали Зарја-зарјаница - црвена девојка и други епитети. Она се среће у источнословенском фолклору - у руској магији и бајкама . У руским бајкама она се појављује као „Сунчева сестра“  . У руским и пољским инкантацијама помињу се три зоре: јутарње, подне и вечерње .
У једној белоруској народној песми, Зарница губи кључеве којима мора сваког јутра откључати небо да би ослободила дан; Сунце проналази ове кључеве. У загонеткама се често употребљава у форми девица, Заря-Заряница: Зорја зарјаница, лепа девица, врата затварала, по пољу ходала, кључеве изгубила, месец је видео, а сунце је украло (роса).